# Benoxacor
Benoxacor ist ein 1:1-Gemisch von zwei enantiomeren chemischen Verbindungen aus der Klasse der Benzoxazine, welche als Herbizid-Safener verwendet wird. Sie wird zusammen mit dem Mais-Herbizid Metolachlor ausgebracht (Handelsname Dual) und bewahrt die Pflanze vor Schädigungen durch das Herbizid. Benoxacor schützt über eine Erhöhung von mindestens drei Glutathion-S-Transferase-Isoenzymen, sodass das Herbizid schneller metabolisiert wird.

## Gewinnung und Darstellung
Benoxacor kann durch Reaktion von 2,3-Dihydro-3-methylbenzoxazin und Dichloracetylchlorid gewonnen werden.

## Stereochemie
Allgemein betrachtet bilden chemische Verbindungen mit mindestens einem Stereozentrum bis zu 2n Stereoisomere. Dabei ist n die Anzahl der Stereozentren. Demnach gibt es bei Benoxacor zwei Stereoisomere, die auch experimentell bestätigt sind:
| Enantiomere von Benoxacor | Enantiomere von Benoxacor |
| ------------------------- | ------------------------- |
| (S)-Enantiomer            | (R)-Enantiomer            |

## Zulassung
In der EU sind Pflanzenschutzmittel mit diesem Stoff als Safener zugelassen.